# TuS Walle Brême
Dernière mise à jour : nov. 2014.
Le TuS Walle Brême (Turn- und Sportverein Walle Bremen von 1891 e.V. de son nom complet) était un club sportif allemand basé à Brême, principalement connu pour sa section de handball féminin. Fondé en 1891, il est dissous en 2008.

## Historique
compétition internationales
- vainqueur de la  Coupe des coupes en 1994

compétition nationales
- championnat d'Allemagne (5) : 1991, 1992, 1994, 1995 et 1996
- coupe d'Allemagne (3) : 1993, 1994 et 1995

## Joueuses célèbres
- Anja Andersen
- Marina Bazanova : joueuse à partir de 1991 puis entraîneuse jusqu'en 2008
- Michaela Erler
- Silke Gnad
- Natalie Hagel
- Susanne Henze
- Christine Lindemann
- Heike Schmidt
- Dagmar Stelberg